# Kamasoetra

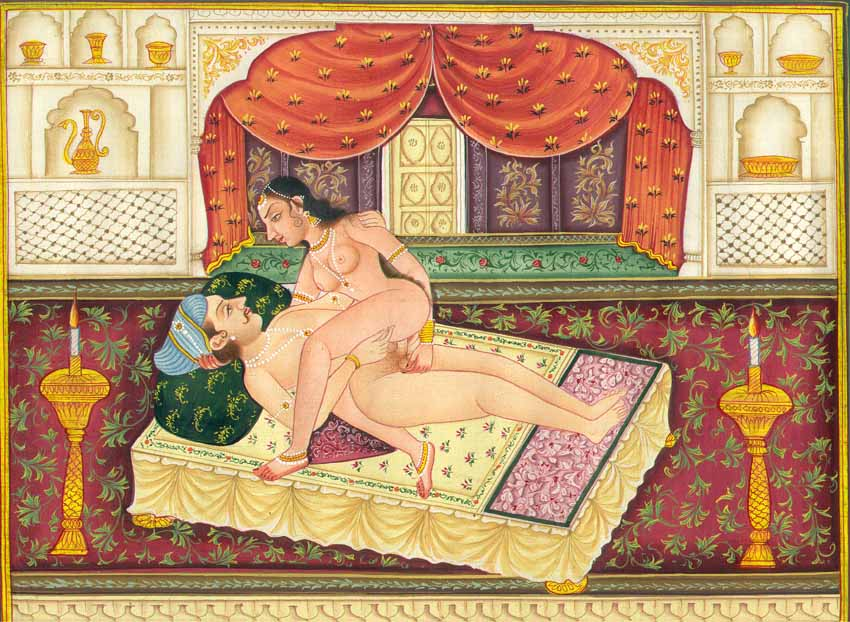
Een 19e-eeuwse illustratie uit de Kamasoetra

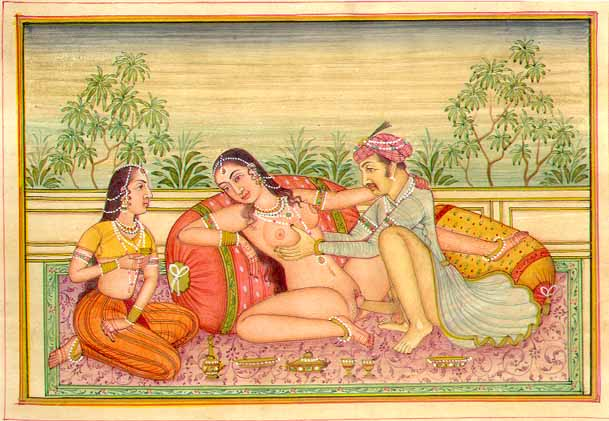
Een 19e-eeuwse illustratie uit de Kamasoetra

De Kamasoetra is het belangrijkste Indiase leerboek over de liefde, seksualiteit, het huwelijk en emotionele groei. De soetra wordt toegeschreven aan Vatsyayana, vermoedelijk in de tweede eeuw. Het behandelt tot in bijzonderheden op didactische wijze vele onderwerpen op het gebied van de erotiek. Het boek was een handleiding voor (pas)getrouwde stellen om elkaar te ontdekken en plezier te verschaffen binnen een gearrangeerd huwelijk waar liefde niet vanzelfsprekend is. Het leert de man om de vrouw die hij getrouwd is te behagen en zo haar liefde te winnen. Het werk is in het westen vooral bekend vanwege haar uitgebreide beschrijvingen van verschillende seksuele handelingen terwijl in werkelijkheid slechts een deel van het werk hierover gaat.
Een soetra is een verzameling kernachtige teksten. Kama is de zoektocht naar sensuele begeerte en een van de vier hoofddoelen (purushartha's) uit het hindoeïsme. De kamasoetra is geschreven in het Sanskriet, in een soort proza, dat anuṣṭubh genoemd wordt. De tekst wordt weliswaar toegeschreven aan Vatsyayana die ergens in de 2e of 3e eeuw leefde maar deze stelt in het voorwoord dat hij deze schreef na veel meditatie en tegelijkertijd bronnen van andere schrijvers gebruikte. Historici plaatsen de herkomst van de oorspronkelijke teksten ergens tussen de 4e eeuw voor Chr. en de 3e eeuw na Chr. De kamasutra werd mogelijk in de stad Patliputra geschreven rond het begin van de Gupta-dynastie. De teksten hebben zich over de eeuwen verspreid over het gehele Indiase subcontinent en werden vertaald in de verschillende talen die daar werden gesproken. Er ontstonden ook verschillende versies. De kamasutra beïnvloedde ook de kunst en in India zijn hindoeïstische tempels te vinden met gebeeldhouwde figuren die de kamasutra bedrijven. De bekendste is het tempelcomplex van Khajuraho dat op de Werelderfgoedlijst staat. In 1883 publiceerde de Britse ontdekkingsreiziger Sir Richard Francis Burton, die niet veel ophad met de stijve Victoriaanse moraal, een Engelse versie. Hij paste de tekst echter aan zodat deze door de Engelse censuur kon komen. Een van de ingrepen was dat hij voor de geslachtsdelen de woorden lingam en yoni gebruikte.
Opvallend is dat de Kamasoetra ook onderricht in vreemdgaan. Zowel vreemdgaan in het eigen huwelijk als in het verleiden van andermans vrouw. Vreemdgaan wordt afgeraden maar in enkele uitzonderingen goedgepraat. Daarnaast spreekt de Kamasoetra over relaties van dezelfde sekse, polygamie en groepsseks.

## Inhoud
De Kamasoetra bevat 1.250 teksten, verdeeld over 36 hoofdstukken in zeven boeken: 
1. Inleiding (5 hoofdstukken) - over liefde in het algemeen, de plaats ervan in het leven, en een indeling in soorten vrouwen.
2. Over de seksuele eenwording (10 hoofdstukken) - een diepgaande verhandeling over diverse seksuele technieken, van kussen via voorspel naar orgasme, verder onder andere seksuele houdingen (standjes) en trio's.
3. Over hoe een vrouw te krijgen (5 hoofdstukken) - hofmakerij en huwelijk.
4. Over een echtgenote (2 hoofdstukken) - hoe gedraagt zij zich.
5. Over de vrouwen van anderen (6 hoofdstukken) - over verleiding.
6. Over courtisanes (6 hoofdstukken)
7. Over manieren zichzelf aantrekkelijk te maken voor anderen (2 hoofdstukken).

## Boeddha
Ook de Boeddha onderwees een Kamasoetra, gedateerd naar de 4e eeuw v.C. Daarin gaat het niet over hoe plezier te verkrijgen, maar over hoe de zoektocht naar zintuiglijk plezier tot zowel plezier als ongeluk leidt en dat het zintuiglijk genot daarom beter vermeden kan worden om zich te richten op de zoektocht naar het Nirwana.

## Alternatieve interpretatie
De Leidse hoogleraar Herman Tieken beweerde, na zorgvuldige vertaling van de Kamasoetra in het Nederlands, dat het boek eigenlijk een persiflage is op de Arthashastra, een ouder Indiaas boek over het koningschap. De Kamasoetra heeft dezelfde opbouw en bevat ook veel opsommingen. Staat bijvoorbeeld in de Arthashastra een beschrijving van een ingewikkelde indeling van een paleis, met een labyrint van ondergrondse gangen en kamertjes; in de Kamasoetra staat eenzelfde passage, maar nu vormen de gangen en kamertjes een ontsnappingsroute voor de man die clandestien bij de koninklijke harem op bezoek gaat en ontdekt wordt.

## Nederlandse vertaling
Naast diverse vertalingen van vertalingen, is de tekst één keer direct van het Sanskriet naar het Nederlands overgezet:
- Vatsyayana, Kamasoetra, vert. Herman Tieken, 2008